# Arthur J. Weaver

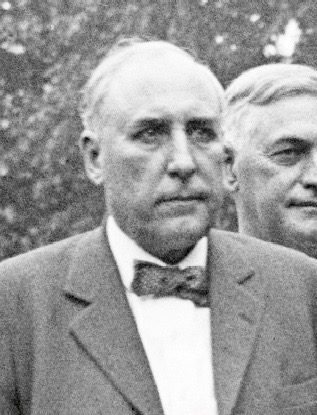
Arthur J. Weaver

Arthur Jerard Weaver (* 18. November 1873 bei Falls City, Nebraska; † 17. Oktober 1945 ebenda) war ein US-amerikanischer Politiker und zwischen 1929 und 1931 der 23. Gouverneur des Bundesstaates Nebraska.

## Frühe Jahre und politischer Aufstieg
Arthur Weaver besuchte das Wyoming Seminary in Pennsylvania und später die University of Nebraska, wo er 1896 sein juristisches Examen machte. Danach praktizierte er als Anwalt in seinem Heimatort Falls City. Weaver war Mitglied der Republikanischen Partei. Im Jahr 1899 wurde er in das Repräsentantenhaus von Nebraska gewählt. Zwischen 1899 und 1901 war er auch Anwalt der Stadt Falls City. Von 1901 bis 1903 fungierte er als Staatsanwalt im Richardson County.
Im Jahr 1904 gab er seinen Beruf als Anwalt auf und widmete sich der Landwirtschaft. 1910 bis 1916 war er Mitglied des Gemeinderats von Falls City, 1916 wurde er dort Bürgermeister. In den Jahren 1919 und 1920 war er Präsident einer Kommission zur Überarbeitung der Verfassung von Nebraska. 1924 war er Präsident des Staatsparteitags der Republikaner von Nebraska. Im November desselben Jahres wurde er zum neuen Gouverneur von Nebraska gewählt, wobei er sich mit 57:43 Prozent der Stimmen gegen den Demokraten Charles W. Bryan durchsetzte.

## Gouverneur von Nebraska
Weavers zweijährige Amtszeit begann am 3. Januar 1929 und endete am 8. Januar 1931. Fast seine gesamte Regierungszeit war überschattet von den Folgen des New Yorker Börsenkrachs vom Oktober 1929. Die daraus resultierende Weltwirtschaftskrise sorgte auch in Nebraska für wirtschaftliche Probleme wie Bankzusammenbrüche und einen Anstieg der Arbeitslosigkeit. Ähnlich wie in den meisten anderen Staaten weitete sich die Krise zunächst noch aus und konnte erst nach Weavers Amtszeit mit Hilfe der Bundespolitik unter Präsident Franklin D. Roosevelt und dessen New-Deal-Politik überwunden werden. Weaver strebte im Jahr 1930 erfolglos seine Wiederwahl an.

## Weiterer Lebenslauf
Auch nach dem Ende seiner Amtszeit blieb Weaver politisch aktiv. Im Jahr 1932 war er Delegationsleiter der Republikaner aus Nebraska auf der Republican National Convention. Zwischen 1939 und 1941 fungierte er als Leiter der Historischen Gesellschaft von Nebraska. Außerdem war er Mitglied in einigen landwirtschaftlichen Vereinigungen. Im Jahr 1940 bewarb er sich erfolglos um einen Sitz im US-Senat. Arthur Weaver starb im Oktober 1945. Er war zweimal verheiratet und hatte insgesamt sechs Kinder.